# Drivers License
«Drivers License» (estilizado en minúsculas) es el sencillo debut de la cantante estadounidense Olivia Rodrigo. Fue lanzado el 8 de enero de 2021 a través de Geffen e Interscope Records, como el sencillo principal de su álbum de estudio debut, Sour (2021). Ella coescribió la canción con su productor Dan Nigro. Con letras conmovedoras que detallan el dolor de corazón, «Drivers License» es una poderosa balada que combina estilos de bedroom pop, indie pop y power pop. Se caracteriza por un estilo minimalista, producción dirigida por piano, que incorpora bombos, armonías, palmas sincopadas y un puente de ensueño. Una de las canciones más exitosas de 2021, «Drivers License» lanzó la carrera musical de Rodrigo.
La canción documenta las emociones «multifacéticas» que soportó Rodrigo después de una angustia. Se burló de la canción en sus redes sociales durante muchos meses en 2020, antes de anunciarla el 4 de enero de 2021. El video musical oficial se publicó en YouTube junto con el lanzamiento de la canción, en el que Rodrigo conduce por un área suburbana después de recibir su licencia de conducir y recuerda sus recuerdos del tema de la canción, quien la animó a obtener la licencia. «Drivers License» fue recibida con elogios generalizados de la crítica; los elogios se centraron en la composición catártica de Rodrigo, la voz emocional y la conmovedora producción de la canción, y muchos destacaron sus influencias de Taylor Swift y Lorde. En 2022, la canción ganó el galardón por mejor interpretación pop solista en los 64.ª edición de los Premios Grammy, donde también fue nominada a grabación del año y canción del año.
«Drivers License» rompió una serie de récords, incluido el récord de Spotify por la mayor cantidad de reproducciones en un solo día de una canción no festiva (logrado en su cuarto día de lanzamiento) y la primera semana más grande para una canción en Spotify y Amazon Music. La canción encabezó el Billboard Hot 100 de Estados Unidos y convirtió a Rodrigo en la artista más joven en debutar en la cima de la lista. La canción pasó ocho semanas consecutivas en el número uno. Ha sido certificado cuádruple platino por la Recording Industry Association of America (RIAA). En otros lugares, «Drivers License» alcanzó el número uno en 25 países, además de pasar varias semanas en la cima de las listas en Australia, Canadá, Irlanda, Nueva Zelanda y el Reino Unido. También alcanzó su punto máximo entre los diez primeros en Brasil, Francia, Alemania, Italia, España y varios otros. A partir del 11 de agosto de 2021, la canción tiene más de mil millones de transmisiones en Spotify, ubicándose entre las 100 canciones más reproducidas en la plataforma.

## Antecedentes y lanzamiento
En 2019, Rodrigo protagonizó la serie de Disney+, High School Musical: The Musical: The Series. Así mismo participó como cantautora de algunas de las canciones de la banda sonora para la serie incluyendo el sencillo «All I Want», el cual le valió una certificación Oro por la Recording Industry Association of America (RIAA), tras vender más de 500 000 unidades Estados Unidos. Rodrigo firmó con Geffen Records, con la intención de lanzar su EP debut en 2021.

Cuando se me ocurrió «Drivers License», estaba pasando por una ruptura que me resultaba tan confusa, tan multifacética. Poner todos esos sentimientos en una canción hizo que todo pareciera mucho más simple y claro, y al final del día, creo que ese es el propósito de escribir canciones. No hay nada como sentarse al piano en mi habitación y escribir una canción realmente triste. Es realmente mi cosa favorita en el mundo.
Rodrigo sobre los orígenes de «Drivers License», Uproxx

Habló sobre la canción durante varios meses en 2020, incluyendo una publicación en Instagram donde toca la canción en un piano, con la descripción: «La escribí el otro día. Muy cerca de mi corazón. La llamaré drivers license, creo que lol.» [sic] La canción fue anunciada el 4 de enero y se lanzó en todas las plataformas digitales cuatro días después, junto con un video musical en YouTube. Es el sencillo principal de su álbum debut SOUR.

## Créditos y personal
Créditos obtenidos de Tidal.
- Olivia Rodrigo - voz principal, composición
- Dan Nigro - composición, producción, ingeniería de grabación
- Randy Merrill - ingeniería de masterización
- Mitch McCarthy - ingeniería de mezcla

## Posicionamiento en listas
| Lista (2021)                                 | Mejor posición |
| -------------------------------------------- | -------------- |
| Alemania (Offizielle Deutsche Charts)        | 2              |
| Argentina (Argentina Hot 100)                | 57             |
| Australia (ARIA)                             | 1              |
| Austria (Ö3 Austria Top 40)                  | 1              |
| Bélgica (Flandes) (Ultratop 50)              | 1              |
| Bélgica (Valonia) (Ultratip Bubbling Under)  | 11             |
| Bolivia Anglo (Monitor Latino)               | 9              |
| Canadá (Canadian Hot 100)                    | 1              |
| Canadá Digital Song Sales (Billboard)        | 1              |
| Colombia (National Report)                   | 41             |
| Colombia Anglo (Monitor Latino)              | 4              |
| Corea del Sur (Gaon)                         | 139            |
| Dinamarca (Hitlisten)                        | 1              |
| Eslovaquia (Singles Digitál Top 100)         | 1              |
| España (PROMUSICAE)                          | 1              |
| Estados Unidos (Billboard Hot 100)           | 1              |
| Estados Unidos Digital Songs (Billboard)     | 1              |
| Estados Unidos Streaming Songs (Billboard)   | 1              |
| Estados Unidos Adult Top 40 (Billboard)      | 24             |
| Estados Unidos Mainstream Top 40 (Billboard) | 20             |
| Estados Unidos Rhythmic (Billboard)          | 36             |
| Estados Unidos (Rolling Stone Top 100)       | 1              |
| Finlandia (OFC)                              | 1              |
| Francia (SNEP)                               | 2              |
| Global 200 (Billboard)                       | 1              |
| Grecia (IFPI)                                | 1              |
| Guatemala Anglo (Monitor Latino)             | 18             |
| Hungría (Single Top 40)                      | 5              |
| Hungría (Stream Top 40)                      | 1              |
| Irlanda (IRMA)                               | 1              |
| Israel (Media Forest)                        | 1              |
| Italia (FIMI)                                | 8              |
| Japón Hot Overseas (Billboard Japan)         | 1              |
| Lituania (AGATA)                             | 1              |
| Malasia (RIM)                                | 1              |
| México (AMPROFON)                            | 7              |
| Nicaragua Anglo (Monitor Latino)             | 11             |
| Nueva Zelanda (Recorded Music NZ)            | 1              |
| Noruega (VG-lista)                           | 1              |
| Países Bajos (Dutch Top 40)                  | 1              |
| Países Bajos (Mega Single Top 100)           | 1              |
| Países Bajos (Tipparade)                     | 4              |
| Panamá Anglo (Monitor Latino)                | 15             |
| Portugal (AFP)                               | 1              |
| Reino Unido (UK Singles Chart)               | 1              |
| Reino Unido (Singles Downloads Chart)        | 1              |
| Reino Unido (Audio Streaming Chart)          | 1              |
| República Checa (Singles Digitál Top 100)    | 1              |
| República Dominicana Anglo (Monitor Latino)  | 15             |
| Rumania (Airplay 100)                        | 95             |
| Singapur (RIAS)                              | 1              |
| Suecia (Sverigetopplistan)                   | 1              |
| Suiza (Schweizer Hitparade)                  | 2              |

## Certificaciones
| País           | Organismo certificador | Certificación | Ventas certificadas | Ref.   |
| -------------- | ---------------------- | ------------- | ------------------- | ------ |
| Canadá         | Music Canada           | Platino       | 400 000             | [ 59 ] |
| Estados Unidos | RIAA                   | 4x Platino    | 4 000 000           | [ 60 ] |
| Nueva Zelanda  | RMNZ                   | Oro           | 15 000              | [ 61 ] |
| Reino Unido    | BPI                    | Platino       | 1 200 000           | [ 62 ] |

## Premios y nominaciones
| Año  | Premiación                         | Categoría                                        | Resultado | Ref.          |
| ---- | ---------------------------------- | ------------------------------------------------ | --------- | ------------- |
| 2021 | American Music Awards              | Canción de tendencia favorita                    | Nominado  | [ 63 ]        |
| 2021 | American Music Awards              | Videoclip favorito                               | Nominado  | [ 63 ]        |
| 2021 | American Music Awards              | Canción pop favorita                             | Nominado  | [ 63 ]        |
| 2021 | LOS40 Music Awards                 | Mejor canción internacional                      | Nominado  | [ 64 ]        |
| 2021 | MTV Europe Music Awards            | Mejor canción                                    | Nominado  | [ 65 ]        |
| 2021 | MTV Millennial Awards              | Éxito global del año                             | Nominado  | [ 66 ]        |
| 2021 | MTV Video Music Awards             | Canción del año                                  | Ganador   | [ 67 ] [ 68 ] |
| 2021 | MTV Video Music Awards             | Presentación del año                             | Ganador   | [ 67 ] [ 68 ] |
| 2021 | MTV Video Music Awards Japan       | Mejor vídeo de artista nuevo internacional       | Ganador   | [ 69 ]        |
| 2021 | Rockbjörnen                        | Canción internacional del año                    | Nominado  | [ 70 ]        |
| 2021 | RTHK International Pop Poll Awards | Top 10 de canciones internacionales disco de oro | Ganador   | [ 71 ]        |
| 2022 | Premios Grammy                     | Grabación del año                                | Nominado  | [ 72 ]        |
| 2022 | Premios Grammy                     | Canción del año                                  | Nominado  | [ 72 ]        |
| 2022 | Premios Grammy                     | Mejor interpretación pop solista                 | Ganador   | [ 72 ]        |

## Historial de lanzamiento
| Región         | Fecha               | Format0                     | Discográfica          | Ref.   |
| -------------- | ------------------- | --------------------------- | --------------------- | ------ |
| Varios         | 8 de enero de 2021  | Descarga digital, streaming | Geffen Records        | [ 5 ]  |
| Italia         | 15 de enero de 2021 | Contemporary hit radio      | Universal Music Group | [ 73 ] |
| Reino Unido    | 15 de enero de 2021 | Contemporary hit radio      | Interscope Records    | [ 74 ] |
| Estados Unidos | 19 de enero de 2021 | Contemporary hit radio      | Interscope Records    | [ 75 ] |
| Reino Unido    | 23 de enero de 2021 | Adult contemporary radio    | Interscope Records    | [ 76 ] |